# Великая Балка
Великая Балка (укр. Велика Балка) — село, относится к Беляевскому району Одесской области Украины.
Население по переписи 2001 года составляло 1212 человека. Почтовый индекс — 67662. Телефонный код — 482. Занимает площадь 2,98 км². Код КОАТУУ — 5121084202.
Находится в 7 км от города Одесса. Село имеет школу, клуб и более 5 магазинов

## Местный совет
67661, Одесская обл., Беляевский р-н, с. Нерубайское, пл. Партизан, 4

## Ссылки

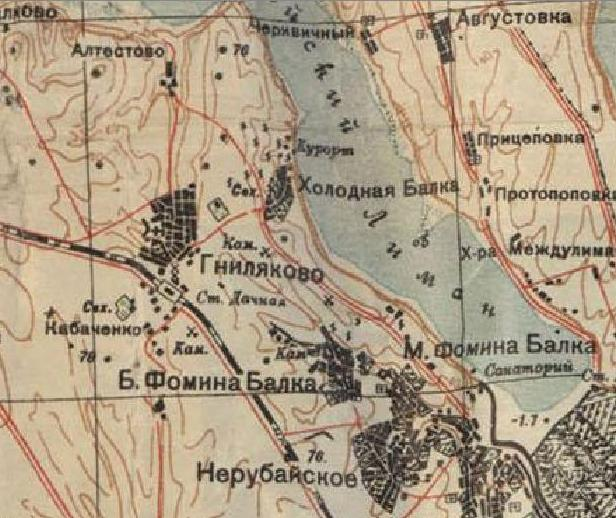
В. Фомина Балка — Великая Балка